# 669 v. Chr.
Portal Geschichte | Portal Biografien | Aktuelle Ereignisse | Jahreskalender | Tagesartikel

◄ |
8. Jahrhundert v. Chr. |
7. Jahrhundert v. Chr. |
6. Jahrhundert v. Chr. |
►

◄ | 680er v. Chr. | 670er v. Chr. | 660er v. Chr. | 650er v. Chr. |
640er v. Chr. |
►

◄◄ | ◄ | 672 v. Chr. | 671 v. Chr. | 670 v. Chr. | 669 v. Chr. |
668 v. Chr. |
667 v. Chr. |
666 v. Chr. |
► |
►►

## Ereignisse

### Politik und Weltgeschehen

#### Alter Orient
- 12. Regierungsjahr des assyrischen und babylonischen Königs Asarhaddon (669 bis 668 v. Chr.): Am 26. Oktober[1] (10. Araḫsamna) stirbt Asarhaddon auf dem Weg nach Ägypten an einer Krankheit.
- 27. Oktober: Assurbanipal folgt Assarhaddon auf dem assyrischen Thron.

#### Griechenland
- Schlacht von Hysiai zwischen Sparta und Argos.

### Wissenschaft und Technik
- 27. Mai: Ein königlicher Diener hält auf einer Keilschrifttafel eine in der Region um Babylon beobachtete Sonnenfinsternis fest.
- 12. Regierungsjahr des babylonischen Königs Asarhaddon:
  - Im babylonischen Kalender fiel das babylonische Neujahr des 1. Nisannu auf den 23.–24. März[1]; der Vollmond im Nisannu auf den 5.–6. April,[1] der 1. Tašritu auf den 17.–18. September[1] und der 1. Araḫsamna auf den 16.–17. Oktober[1].[2]
  - Assyrische Notiz: Letzte Sichtbarkeit der Venus am 20. Dezember (Untergang: 17:31 Uhr, Sonnenuntergang: 17:04 Uhr).[1]